# Diego Mularoni
Diego Mularoni (27 novembre 1979) è un ex nuotatore sammarinese specializzato nello stile libero.

## Biografia
Ha partecipato alle Olimpiadi di Atlanta, di Sydney e di Atene rappresentando la terra natale. Ad Atlanta, a soli 16 anni, ha partecipato ai 100 metri stile libero, chiudendo con il tempo di 57"11 a pochi centesimi dal record nazionale.
A Sydney ha gareggiato invece nei 1500 metri stile libero, chiudendo le qualificazioni in 16 minuti 12 secondi e 91 centesimi e centrando il 39º posto assoluto.
Ad Atene, sua ultima Olimpiade, oltre ad essere portabandiera sammarinese alla cerimonia d'apertura, hapartecipato ai 200 metri stile libero, chiusi con il tempo di 1:56.18, all'ottavo posto della sua batteria
Mularoni è anche stato uno degli atleti più vincenti ai Giochi dei Piccoli Stati d'Europa, conquistando ben 13 medaglie: 6 ori, 5 argenti e 2 bronzi di cui uno con la staffetta.
| Oro:                          | Argento:                     | Bronzo:                       |
| Liechtenstein 1999 - 400m sl  | Islanda 1997 - 1500m sl      | Malta 2003 - 100m sl          |
| Liechtenstein 1999 - 1500m sl | Liechtenstein 1999 - 200m sl | San Marino 2001 - 4 x 200m sl |
| San Marino 2001 - 400m sl     | San Marino 2001 - 100m sl    |                               |
| San Marino 2001 - 1500m sl    | San Marino 2001 - 200m sl    |                               |
| Malta 2003 - 400m sl          | Malta 2003 - 200m sl         |                               |
| Malta 2003 - 1500m sl         |                              |                               |

I personali di Mularoni in vasca lunga:
| Gara:           | Tempo:   | Data:          | Luogo:     | Manifestazione:                |
| 50 metri sl     | 24.80    | 15 maggio 2004 | Madrid     | Campionati Europei             |
| 100 metri sl    | 52.83    | 29 maggio 2001 | Serravalle | Giochi dei Piccoli Stati       |
| 200 metri sl    | 1.53:70  | 31 maggio 2001 | Serravalle | Giochi dei Piccoli Stati       |
| 400 metri sl    | 3.56:73  | 30 maggio 2001 | Serravalle | Giochi dei Piccoli Stati       |
| 800 metri sl    | 8.27:06  | 6 giugno 2003  | Malta      | Giochi dei Piccoli Stati       |
| 1500 metri sl   | 15.53:45 | 6 aprile 2003  | Ravenna    | Campionati Italiani Assoluti   |
| 200 metri misti | 2.16:1   | 20 giugno 2002 | Ravenna    | Qualificazioni Regionali       |
| 400 metri misti | 4.47:19  | 29 aprile 2001 | Serravalle | Campionato Regionale a squadre |